# John Serry (père)
Ne pas confondre avec son fils John Serry Jr., musicien de jazz, pianiste et compositeur
John Serry père, né John Louis Serrapica lé 29 janvier 1915 à Brooklyn et mort le 14 septembre 2003 à Long Island, est un accordéoniste de concert virtuose, arrangeur, compositeur, organiste et éducateur américain. Il a joué en direct sur la radio CBS et sur le réseau national américain de télévision CBS. En tant que concertiste et soliste, il contribue à promouvoir l'utilisation de l'accordéon au sein d'ensembles orchestraux professionnels, pendant plus de quarante ans à travers le xxe siècle. En outre, il promeut l'utilisation de l'orgue pendant les services liturgiques interreligieux, durant plus de trois décennies. Il est le père du jazzman John Serry Jr.,,,,

## Biographie
Né John Serrapica à Brooklyn, de parents italo-américain, Pasquale Serrapica et Anna Balestrieri originaires de Castellammare di Stabia, Serry, a poursuivi une carrière artistique qui a duré soixante-dix ans. En tant que défenseur de la musique d'Amérique latine et de l'accordéon à basse-libres (free-bass system), il obtient la reconnaissance du direct pour ses interprétations à la radio et à la télévision sur le réseau CBS, diffusé à travers les États-Unis. Il acquiert une reconnaissance supplémentaire en tant que soliste et vedette de l'accordéon-piano à la radio lors d'un programme musical, Viva América, diffusé en direct en Amérique du Sud grâce au Bureau pour les Affaires interaméricaines (OCIAA) du  département d'État, une initiative culturelle (Diplomatie culturelle) pour Voice of America durant la seconde Guerre mondiale,,,,. Ses représentations sur la chaîne de radio CBS Viva America avec Alfredo Antonini et l’Orchestre Panaméricain CBS ont présenté la musique boléro mexicaine et latino-américaine à un large public aux États-Unis dans les années 1940.
En tant que membre du Pan American Orchestra de CBS (1940-1949), créé par Alfredo Antonini et le Columbia Concert Orchestra (1940-1949), Serry a connu le succès professionnel d'accordéoniste de concert et soliste vedette, aidant à obtenir la reconnaissance de son instrument sur la scène de concert. Plusieurs de ses enregistrements avec l'Orchestre de CBS (1949-1960) sont à la disposition des chercheurs et du grand public dans le cadre de la collecte des archives du Paley Center for Media de New York. Au fil des décennies, Serry a joué avec les chefs d'orchestres de musique classique et d'orchestre de jazz. Citons parmi d'autres : Shep Fields, Erno Rapee, Lester Lanin, Alfredo Antonini, Howard Barlow, Alexander Smallens, Archie Bleyer, André Kostelanetz, Percy Faith, Ben Selvin, Guy Lombardo, Mitch Miller et Robert Irving. Il poursuit ses études professionnelles  avec le compositeur et professeur de musique Robert Strassburg (1915–2003) (élève d'Igor Stravinsky, Walter Piston et Paul Hindemith) et l'organiste de théâtre Arthur Guttow (se produisant sur le clavier de la puissante compagnie Wurlitzer au Radio City Music Hall de New York).

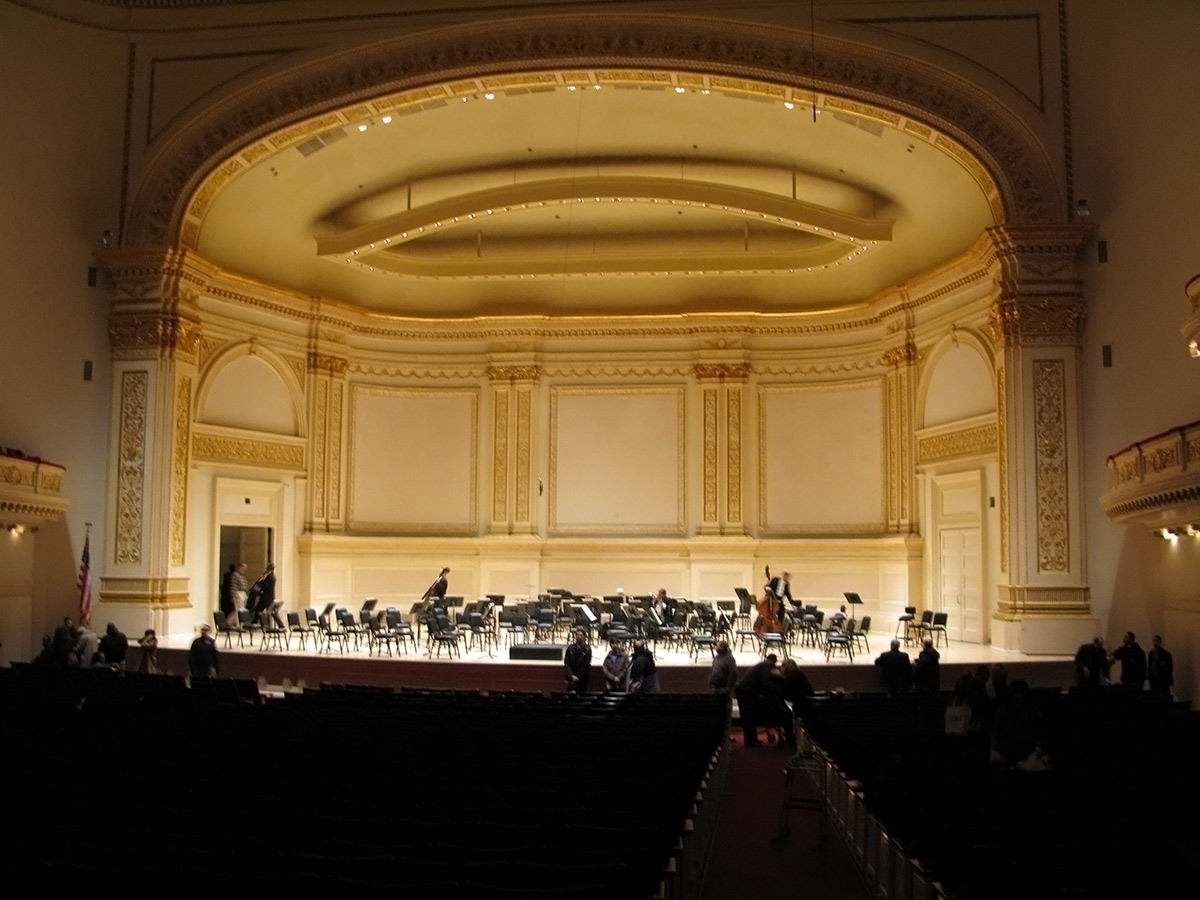
Carnegie Hall à New York
Carnegie-hall-isaac-stern

À travers quarante années de concerts, Serry a joué au sein d'un grande diversité d'ensembles orchestraux, notamment des orchestres de jazz (voir Les années 1930, ci-dessous), des orchestres de musique classique (voir Les années 1940 et les années 1960, ci-dessous), des orchestres de radio et de télévision (voir Les années 1940 et les années 1950, ci-dessous) et des théâtres de Broadway (voir Les années 1950 et 1960, ci-dessous). Il a pu ainsi démontrer la flexibilité de l'accordéon en tant qu'instrument d'orchestre, notamment dans les salles de concert suivantes : le Rainbow Room au Rockefeller Center (1935) ; le Starlight Roof à l'Hôtel Waldorf-Astoria (1936-1937), ; au Radio City Music Hall (1935) ; au Palmer House à Chicago (1938) ; au Biltmore Hotel à Los Angeles (1938) ; à Carnegie Hall avec le chef d'orchestre Alfredo Antonini de la CBS (1946) ; à l'Hôtel Plaza de New York (années 1940) ; à L'hôtel de Ville de la même ville (1941-1942),, ; au Ed Sullivan Theater (1959) pour la chaîne de télévision CBS (voir ci-dessous) ; à l'Empire Theater de New York (1953), ; au Théâtre de la 54e Rue (1965) ; au Majestic Theatre (1968) ; au Broadway Theatre (1968) ; au Théâtre Impérial toujours sur Broadway (1968) ; au New York State Theater, du Lincoln Center (1968),, et aussi dans les boîtes de nuit noyorkaises telles qu'El Maroc, El Chico et The Riviera dans les années 1930 (Voir Café society).
Serry complète son travail à l'accordéon, en tant qu'organiste, plus tard dans sa vie. Il occupe un poste pendant trente-cinq ans en tant qu'organiste indépendant de la Chapelle inter-religieuse de l'Université de Long Island à Brookville (New York), où il se spécialise en tant que musicien et compositeur de musique interreligieuse et de musique classique.

### Influences musicales
John est le quatrième d'une fratrie de treize enfants, élevés par Pasquale et Anna Serrapica à Brooklyn. Sa première rencontre avec la musique classique se produit sous l'influence de son père, lorsque celui-ci, divertit ses enfants en jouant de la mandoline et du piano. John présente un talent naturel au piano dès ses cinq ans et est encouragé par son père pour l'accompagner au clavier et pour exécuter avec des enregistrements phonographiques de musique classique des grands compositeurs : Verdi, Puccini, Rossini, Beethoven, von Suppé et Mozart.
Reconnaissant le talent naturel de son fils, Pasquale encourage John à poursuivre ses études à l'accordéon, après qu'une maladie presque mortelle, interrompe son travail au piano. Serry poursuit ses études au lycée technique de Brooklyn, préparant une carrière dans l'architecture. Son père l'encourage à continuer sa formation musicale de 1926 à 1929, avec l'accordéoniste Joseph Rossi, à l'école Pietro Deiro de New York. Il effectue à l'âge de 14 ans, des spectacles en direct sur la station de radio italienne WCDA. Il entreprend des études de piano et d'harmonie, avec Albert Rizzi, de 1929 à 1932 et en 1933 et 1934 d'harmonie et de contrepoint avec Gène Von Hallberg (fondateur de l'Association américaine des accordéonistes). Une longue amitié avec l'accordéoniste Louise Del Monte s’établit de ses études. Del Monte éveille l'intérêt de Serry pour la musique d'Amérique latine. Sous les conseils de Del Monte, il fait des apparitions avec l'orchestre de tango de Ralph Gomez à la Salle arc-en-ciel du bâtiment RCA située au Rockefeller Center et le lancement de la carrière professionnelle de Serry.
Après les succès des années 1930, Serry se marie avec Julia dans les années 1940, et emménage dans le Comté de Nassau, New York, à Long Island, pour y élever une famille de quatre enfants, dont l'un notamment est compositeur de pianiste de jazz, mais également compositeur de musique classique contemporaine et percussionniste, John Serry junior. Il prend des cours particuliers de piano avec Joscha Zade (1945–1946), d'orgue avec Arthur Guttow (1946) et avec Robert Strassburg, il étudie l'orchestration et l'harmonie avancée (1948–1950), tout en se spécialisant dans les compositions des musiques de Gershwin, Debussy et Ravel.

### Années 1930: l'ère du big band

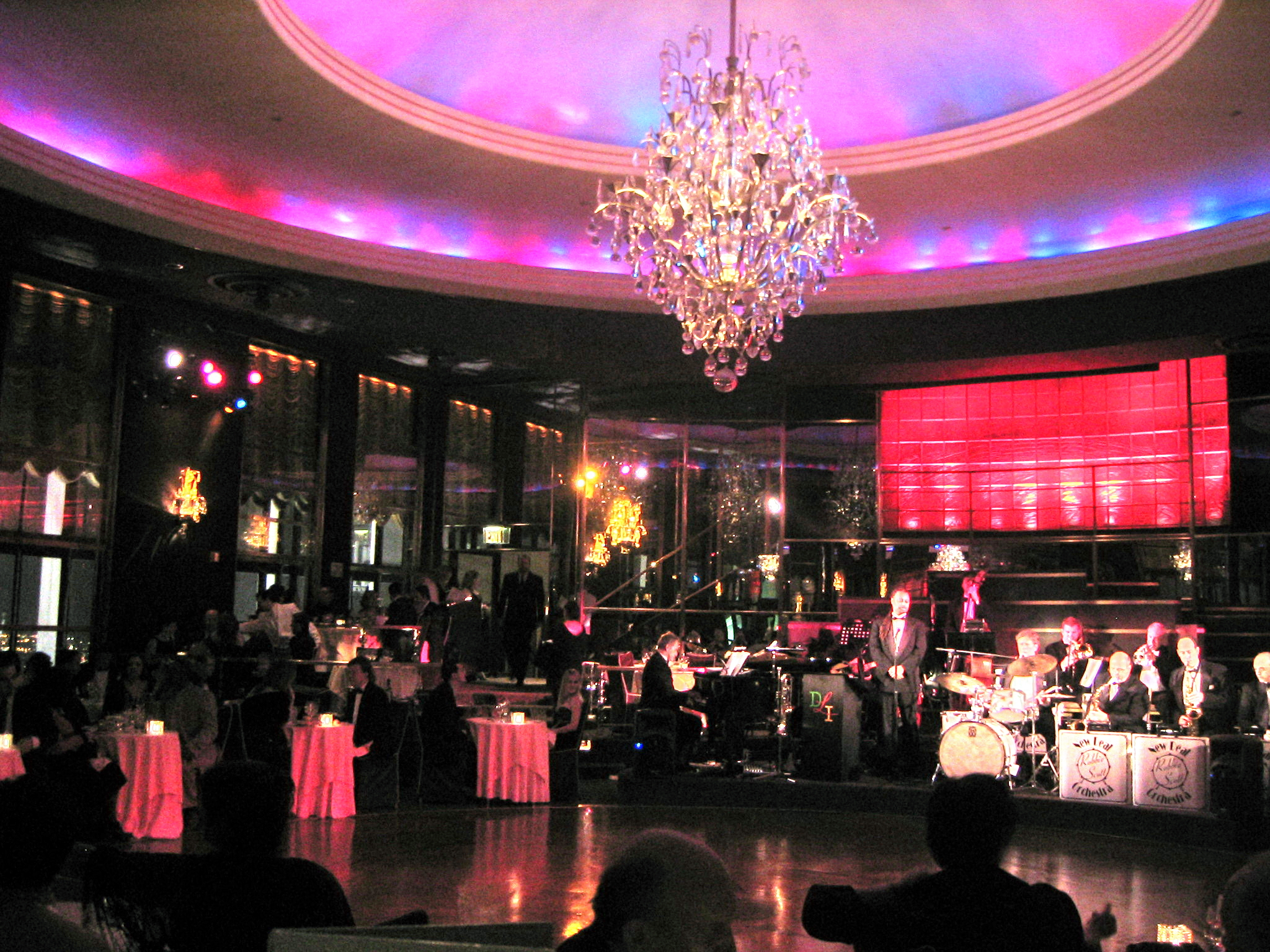
Rainbow Room du Rockefeller Center à New York

La première carrière musicale de Serry a pris forme au cours des années 1930, lorsqu'il collabore et joue avec différents chefs d'orchestre et arrangeurs. Pendant l'ère du Big band à New York, Erno Rapee – chef de l'orchestre de Radio City Music Hall, avec Serry comme premier soliste à l'accordéon (1933) ; Ralph Gomez – chef d'orchestre cubain, pour un engagement prolongé à la Rainbow Room du Rockefeller Center (1935) ; l'orchestre de Tango de Hugo Mariani, à l'Hôtel Waldorf Astoria (années 1930),, ; Alfred Brito – chef d'orchestre cubain à New York (1936) et parfois Misha Borr, chef de l'orchestre maison de l'Hôtel Waldorf Astoria, au début des années 1930. Il s'est également produit en tant que soliste pour d'autres formations ponctuelles, à l'Hôtel Waldorf Astoria (Waldorf Towers) et son intime Starlight Roof, avec l'orchestre de Lester Lanin. En outre, il se produit régulièrement dans des clubs comme : El Maroc, la Rainbow Room, El Chico et The Riviera, à New York.
Serry, reçoit une exposition nationale aux États-Unis, à la suite de ses collaborations avec le chef d'orchestre de jazz, Shep Fields, avec les spectacles l'orchestre de Shep Fields et son rythme ondulant. Ces exécutions comprennent notamment une tournée aux États-Unis, avec des émissions de radio en direct à l'hôtel Palmer House de Chicago et au Biltmore Hotel de Los Angeles, sur le réseau NBC (1937–1938). Ces radio-diffusions de Big band (Big band remote) utilisaient la nouvelle technologie de diffusion de Zenith Electronics Corporation. Des représentations de Serry en tant que membre de l'orchestre et soliste sont documentées dans une partie d'une anthologie de Paramount Pictures, The Big Broadcast of 1938 (This Little Ripple Had Rhythm et Thanks for the Memory - qui a remporté l'Oscar de la meilleure chanson originale en 1939). En outre, il a enregistré plusieurs chansons populaires de l'époque pour Bluebird Records, notamment: Avec un sourire et une chanson (Frank Churchill/Larry Morey), Whistle While You Work (Frank Churchill/Larry Morey), et Maintenant, il peut être dit (Irving Berlin).
À l'âge de seulement 23 ans en 1938, Serry collaborait déjà sur scène avec plusieurs accordéonistes réputés du début du XXe siècle, notamment : Andy Arcari, Anthony Mecca, Domenic Mecca, Pietro Deiro et Joe Biviano,. Les six accordéonistes ont uni leurs forces dans la salle de bal nord du légendaire hôtel Stevens à Chicago pour un "Accordéon Jamfest" devant un public de plus de 1 000 spectateurs en septembre 1938. En plus de ses concerts, Serry se lance dans une carrière d'éducateur et sert en tant que vice-doyen d’Accordéon et Harmonie au Centre d'accordéon Biviano, à Manhattan (1939),. Il donne ses conseils aux étudiants d'accordéon partageant son intérêt pour l'orchestre de jazz jusqu'en 1942,.

### Années 1940: l'âge d'or de la radio
L'expérience avec Shep Fields des directs à la radio de Serry, dans les années 1930, s'est avérée être utile lors de « l'âge d'or de la radio » dans les années 1940. Désireux d'entrer dans le domaine des concerts de musique classique, Serry se produit sur le réseau radio de CBS, en collaboration avec plusieurs concertistes familiers du public new-yorkais, notamment : Marianne Oswald – alias Marianne
Lorraine,, une chanteuse française – dans l'interprétation d'œuvres du poète américain Carl Sandburg, à Town Hall (1942), Alfredo Antonini – chef du Pan American Orchestra sur le réseau CBS (1940-1949), et le chef d'orchestre le Viva América programme sur CBS pour le département d'État – Office pour les affaires interaméricaines (OCIAA),. Sa performance avec Marianne Oswald a été saluée dans le journal The Players Magazine - Journal National de la Dramaturgie Éducative comme une expérience fraîche, unique et intrigante. Il joue également dans l'orchestre du Night of the Americas Concert d'Antonini, gala organisé au Carnegie Hall en 1946. Membre du personnel de la CBS, Serry, est présenté sur plusieurs émissions populaires du réseau, notamment : Le Show Star of Stars de Gordon MacRae, diffusée en direct à partir de la CBS Starline Roof (1946) avec Serry comme artiste soliste et le chef d'orchestre Archie Bleyer ; Le Danny O'Neil Show, mettant en vedette Serry, artiste invité (1946) ; Le Coca-Cola Hour (alias La pause qui rafraîchit) sur le réseau CBS, avec l'orchestre de Percy Faith, dirigé par Percy Faith (1948) ; Le Jack Smith Show (1947) ; Le Jean Sablon Show (1947) ; et Studio One avec le violoncelliste Bernard Greenhouse, un protégé de Pablo Casals (1947),,.

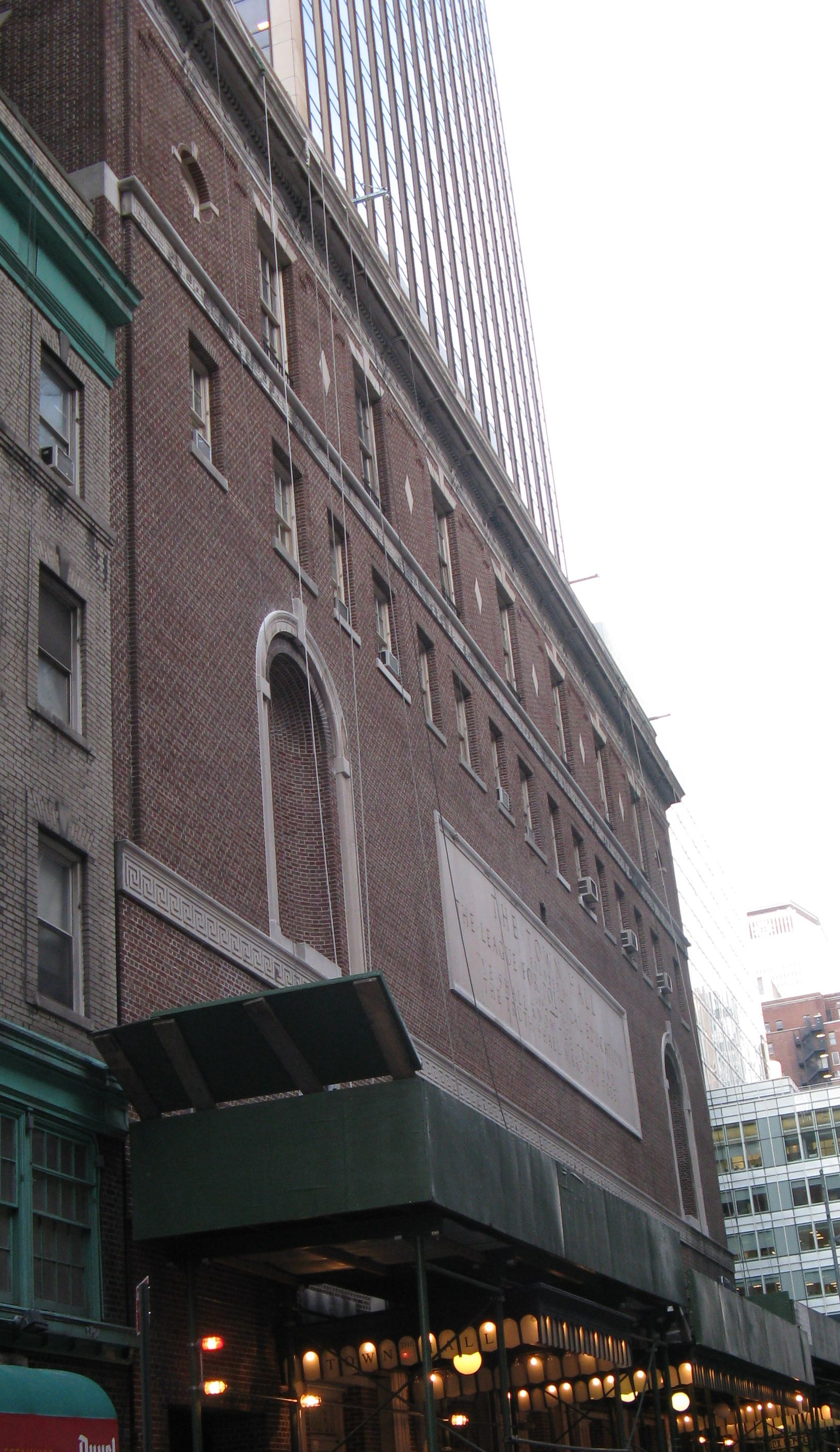
Town Hall à New York.

Son intérêt pour la musique classique s'est également étendu au domaine de l'opéra. Il joue à Town Hall, sous la baguette d'Alexander Smallens dans des représentations de Four Saints in Three Acts (1941) de Virgil Thomson.
Le chef de chœur Leonard De Paur, collabore également avec Serry dans la version oratorio produite de l'opéra.
Des collaborations avec des concertistes internationaux établis, sont également développées au cours de cette période, notamment avec Terig Tucci – compositeur argentin et arrangeur/réalisateur pour la CBS Pan American Orchestra diffuse sur CBS et en Amérique du Sud sur La Cadena De Las Americas (« Réseau des Amériques ») et de directeur musical pour Macy's Foire Latino-Américaine de 1942 diffusé sur CBS,, ; Juan Arvizu – le Mexicain « Ténor avec la voix de soie » et le danseur de « boléro » sur le réseau CBS (années 1940) ; Néstor Mesta Cháyres – un ténor mexicain, surnommé « El Gitano De Mexico », sur le réseau CBS (1942 et 1945) ; Eva Garza – la  chanteuse vedette mexicaine sur Viva América pour la radio CBS/ABC ; Miquel Sandoval – pianiste sur le réseau CBS (années 1940) ; et Marlene Dietrich – dans une interprétation de Lili Marleen sur radio CBS, John Serry père accompagnateur (1945). Ses représentations sur la chaîne de radio CBS Viva America avec Alfredo Antonini, Néstor Mesta Cháyres, Terig Tucci et l’Orchestre Panaméricain CBS ont présenté la musique boléro mexicaine et latino-américaine à un large public aux États-Unis dans les années 1940.
Divers artistes ont également participé avec lui, y compris : Victoria Cordova chanteur et Alfredo Antonini, chef d'orchestre pour une session d'enregistrement sur Muzak (1949) ; de la division transcription de RCA Victor, des enregistrements de plus de trente compositions de Serry et l'ensemble de la BelCordions (quatre accordéons soutenus par des cordes graves et guitare) pour la diffusion sur le réseau NBC (1946) ; et le Biviano Sextette, dans une interprétation pour une série d'enregistrements sur microsillon (1946). Ses enregistrements avec Victoria Cordova ont présenté plusieurs chansons d'Amérique latine, y compris: Verde Luna (Vincente Gomez), Amor (Gabriel Ruiz), Siboney (Ernesto Lecuona), You Belong to My Heart (Agustín Lara), Edelma - Pasillo (Terig Tucci) et What a Difference a Day Made (Maria Grever),,,. Ses enregistrements avec le Viva America Orchestra dirigé par Alfredo Antonini pour Alpha Records (catalogues # 12205A, 12205B, 12206A, 12206B) en 1946 ont présenté plusieurs favoris latino-américains, y compris: Tres Palabras (Osvaldo Farrés), Caminito de Tu Casa (Julio Alberto Hernandez), Chapinita (Miguel Sandoval) et Noche De Ronda (Agustín Lara),. Critique critique des albums dans les Nouveaux Dossiers a salué la performance de l'orchestre et a salué la collection parmi les meilleurs nouveaux albums de musique latino-américaine.
Pendant son mandat avec l'Orchestre Panaméricain de la CBS, il a également enregistré plusieurs chansons mexicaines pour Columbia Records (catalogue #6201-X) avec le chanteur mexicain Luis G. Roldan. Ils comprenaient: Tres Palabras (Osvaldo Farres) et Esta Noche Ha Pasado (M. Sabre Maroquin),,. En tant que membre du Viva America Orchestra, il a travaillé avec le trio latin Los Panchos pour enregistrer La Palma (une cueca du Chili) et Rosa Negra (une conga) pour Piltone Records (catalogue #5067). En outre, la chanson populaire de Agustín Lara Granada a été enregistrée avec le ténor mexicain Nestor Mesta Chayres et Alfredo Antonini pour Decca Records (# 23770A) en 1946
Dans le domaine des émissions de radios internationales en concert, Serry a également joué pour le public d'Amérique du Nord et d'Amérique du Sud, sur le réseau de radio CBS. Plusieurs spectacles ont même été appréciés par Eleanor Roosevelt et autres gens de l’élite d'Amérique du Sud, des diplomates lors de la cérémonie d'ouverture de Macy's Foire Latino-Américaine de 1942, à New York. En Europe, les membres des forces armées américaines ont également apprécié son interprétation du programme Viva America pendant la Seconde Guerre mondiale au sein du réseau des forces armées. En 1945, ces performances étaient également diffusées par 114 stations affiliées au réseau CBS "La Cadena de las Americas" et à Voice of America, devant un public de vingt pays d'Amérique latine, à l'appui de la politique de bon voisinage du Président Franklin Roosevelt et Panaméricanisme,.
En tant que membre du célèbre Biviano Accordion & Rhythm Sextette, Serry a également enregistré sa composition « Leone Sauter » pour Sonora Rercords, en 1945. L'original de cette composition Swing, est par la suite publiée seule, par Sonora Records et tourne dans les juke-box à l'échelle nationale. Une copie de cet album a été archivée au Musée national d'histoire américaine du Smithsonian Institution. En 1947, il participe avec Joe Biviano et Tony Mottola une fois de plus, à la sortie de l'album Accordéon Câpres par Sonora Records, aqvec l'exécution de plusieurs morceaux favoris de jazz,. En 1949, l'accordéoniste Joe Biviano et l'Orchestre d'Accordéon de RCA Victor enregistrent la composition de Serry  Manhattan Hop  pour RCA Victor (Catalogue # 10-3388),
Serry fonde et exploite un studio de musique à Manhattan et Long Island, à New York, pendant plus de trente ans (de 1945 aux années 1980) pour enseigner l'accordéon, le piano et l'orgue. Il est également invité à contribuer à la série annuelle des classes de maître de l'accordéon (Master Accordion Classes) et des séminaires organisés par l'association des accordéonistes américains (American Accordionists Association) de New York (août 2000). Au fil des ans, parmi ses élèves, notons : Anthony Ettore, président de l'American Accordionists Association (1987-1988) et Robert Davine, un accordéoniste virtuose et professeur à l'École de musique Lamont, de l'Université de Denver.
Par l'établissement de cette école de musique privée, Serry a pu poursuivre ses efforts au concert, tout en publiant plusieurs des méthodes pour les élèves de niveaux élémentaire, intermédiaire et avancé (1945-1983).
Comme beaucoup d'autres virtuoses accordéonistes de cette époque, Serry a pris note des limitations imposées par le systhème de basses standards, lors de ses productions de musique classique. Dans un effort pour contourner ces limitations et jeter les bases pour des interprétations supérieures de la musique classique et l'avenir de l'instrument, il conçoit et développe un modèle de jeu, le système basse-libres (accordéon à basses chromatiques) pour l'accordéon, au cours de cette décennie. Il intègre un double clavier pour la main gauche soliste, tout en intégrant deux jeux d'anches qui sont réglés à l'octave. Le soliste acquiert l'accès à une gamme de tons qui dépasse trois octaves et demi. La conception à double clavier des années 1940, est illustrée ci-dessous,.
```
   Clavier #2 __F#_G#_A#____C#_D#____F#_G#_A#____C#_D#____F#_G#_A#____C#_
   Clavier #2 _F__G__A__B__C__D__E__F__G__A__B__C__D__E__F__G__A__B__C__D_
   Clavier #1 __F#_G#_A#____C#_D#____F#_G#_A#____C#_D#____F#_G#_A#____C#__
   Clavier #1__F__G__A__B__C__D__E__F__G__A__B__C__D__E__F__G__A__B__C__D_
```

### Années 1950: TV en direct
Comme la domination de la radio a tracé la voie pour le concert télévisé, Serry a adapté ses talents pour embrasser le nouveau média. Pendant les premiers jours du réseau de télévision, dans les années 1950, Serry se produit à CBS en tant que membre de l'orchestre CBS (1949-1960) et accompagne lors de plusieurs programmes en direct, notamment : The  Jackie Gleason Montrer (1953) ; The Ed Sullivan Show (1959) ; The Frank Sinatra Show de CBS (série TV) (années 1950) et avec l'organiste Billy Nalle, sur le drame en première partie de soirée, I Remember Mama, mettant en vedette Peggy Wood (1953).
Serry a également collaboré avec Mitch Miller pour Columbia Records, à la production d'un album de démonstration en 1951. Julius Baker (premier flûtiste du Columbia Broadcasting Symphony Orchestra de CBS et de l'orchestre philharmonique de New York) l'a rejoint pour un autre enregistrement de démonstration de ses compositions « Desert Rumba » et « La Culebra » (1950). Il a ensuite dédié les partitions musicales à son proche collaborateur Julius Baker,. Lorsque la technologie de la télévision s'est améliorée, il s'est produit avec le chef d'orchestre André Kostelanetz, de l'émission Eastman Kodak Kinéscope (1951).

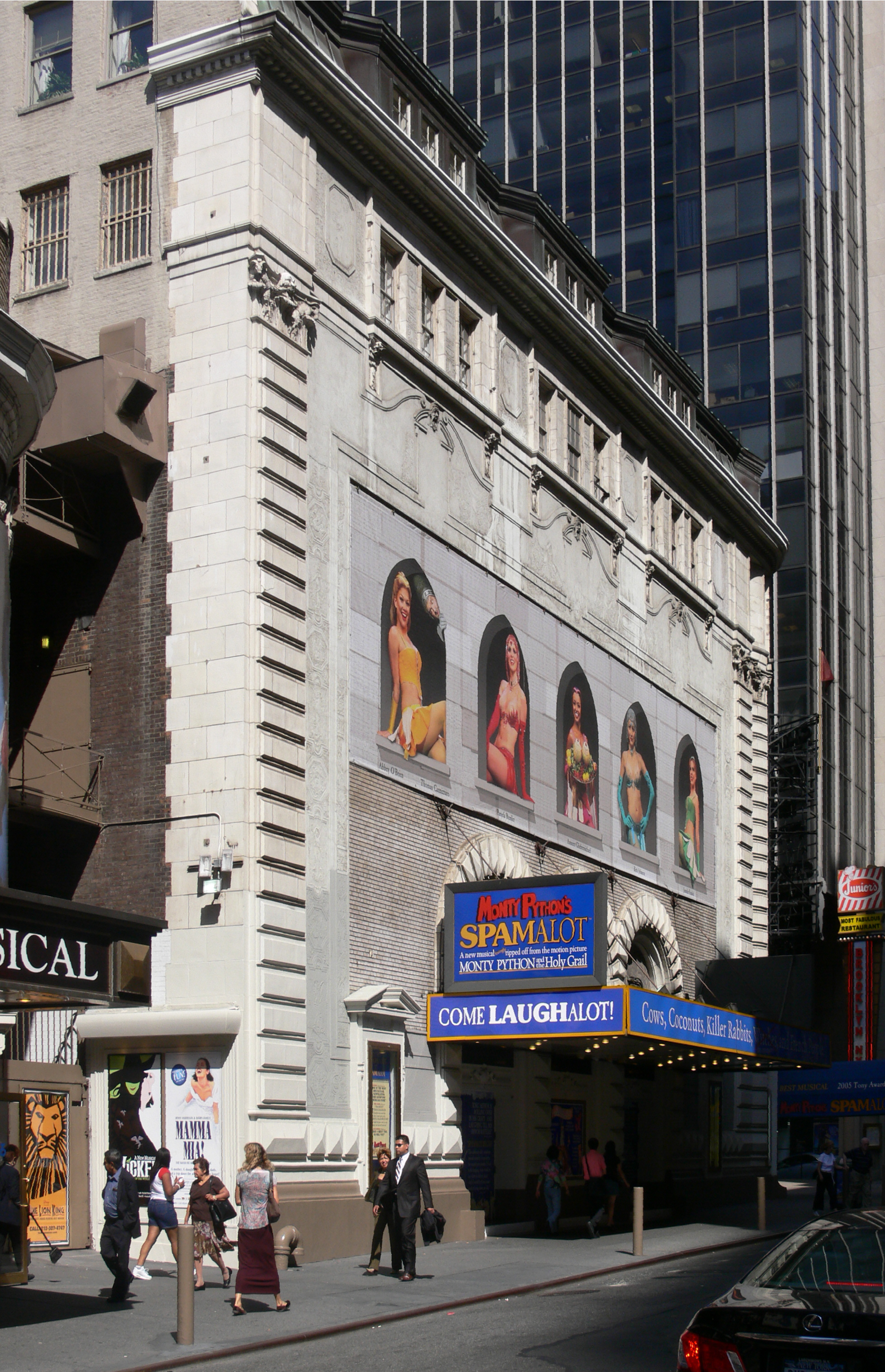
Shubert Theatre à New York

Lorsque la télédiffusion était encore à ses balbutiements, Serry a continué ses prestations à la radio. En tant que membre du Magnante Accordion Quartet, il apparaissait dans des séries telles que The Lucky Strike Hour, Waltz Time et American Melody Hour. Occasionnellement, il lui arrive de remplacer le fondateur du quatuor, Charles Magnante.
L'accordéon poursuivant sa prospérité, Serry s'est également lancé sur la scène de Broadway, rejoignant Shirley Booth, Dino Diluca (un acteur romantique italien), l'actrice Lydia Saint-Clair et le directeur Harold Clurman, dans une production d'Arthur Laurents la pièce The Time of the Cuckoo,,,. Serry, est soliste et directeur musical à l'Empire Theatre sur Broadway, à partir de 1952-1953,.
À la suite de son succès à l'Empire de Théâtre, il collabore également avec l'orchestre, dans le succès de la première de Can-can au Shubert Theatre en 1953.
Basé sur la popularité de ces efforts, il a composé, arrangé et interprété plusieurs compositions pour la Dot Records (ref. DLP3024) avec Al Caiola sur son album Squeeze Play, (1956). La production a reçu une critique critique comme un nouvel album populaire dans The Billboard en 1956 et a été citée pour établir une belle humeur apaisante,. L'album a également été critiqué dans le magazine Cash Box plus tard cette année. Serry a été applaudi pour avoir créé une grande variété d'humeurs musicales tout en soulignant un style de performance décontracté. En 1958, plusieurs chansons de l'album ont été publiées en France par l'éditeur discographique Versailles, les quatre incluses dans le super 45 tours titré Chicago Musette - John Serry et son Accordéon (1958, Versailles 90 M 178),,. Dot Records a également sorti plusieurs chansons de l'album au Japon dans le cadre d'un enregistrement de compilation comprenant le John Serry Orchestra et le Billy Vaughn Orchestra (Ballroom in Dreamland, Dot # 5006). Il a également enregistré pour Decca Records durant cette période et a collaboré avec Ben Selvin, chez RCA Victor, afin de produire un deuxième album intitulé RCA Thesaurus (1954). À noter également dans le genre populaire son enregistrement de sa composition Leona Sauter, avec Tony Mottola à la guitare et Angelo Delleria à l'accordéon pour Sonora Records en 1946. Dans les années 1950, Serry a également réalisé des arrangements de chansons populaires pour les juke-box de Seeburg avec trois accordéons, violons, vibes, guitare, violon basse, percussions et piano. Parmi eux figuraient: I Get a Kick Out Of You, Mimi, The One I Love, Swingin' Down the Lane et Tico-Tico. Ces activités ont contribué à l'apparition de Serry dans le « Who Is Who In Music International », en 1958.
Sa composition très élaborée pour accordéon, American Rhapsody, est achevée et publiée en 1955. Par ces compositions destinées à un instrument souvent négligé ou « instrument d'orchestre orphelin », il contribue d'une façon remarquable à l'avancement, aussi bien dans le domaine de la musique classique du XXe siècle que du jazz symphonique. (Voir Compositions élaborarées ci-dessous). Un supplément de cours complet d'instruction a également été réalisé pour les étudiants de l'accordéon à l'École de musique américaine, au début de cette décennie.

### Années 1960: théâtres de Broadway
Les années 1960 ont ouvert une nouvelle ère de divertissement populaire, adaptée au grand public. Au cours de cet âge d'or de la comédie musicale, Serry collabore au programme de télévision NBC, Voice of Firestone, avec le chef de Howard Barlow (chef d'orchestre invité de la chaîne de Télévision NBC, en 1961) et sur The Revlon Revue en 1960, pour la chaîne de télévision CBS.
Alors que le théâtre de Broadway continue à prospérer, il apparaît dans diverses productions, notamment : Cabaret (comédie musicale) à l'Imperial Theatre (1968) ; Sacré Printemps mettant en vedette Robert Goulet au Broadway Theatre (1968, Tony Award), et Un violon sur le Toit mettant en vedette Zero Mostel au Majestic Theatre (1968).
Des prestations pour le grand public sont présentées à la Foire mondiale de New York en  1964, dans le Seven-Up International Gardens Pavilion. En tant que participant dans le Seven-Up Continental Band, il présente une sélection de pièces musicales provenant du monde entier, pour le grand plaisir des amateurs dans l'intime dôme du pavillon en fibre de verre, sous la Tour Seven-Up,,,,,,.

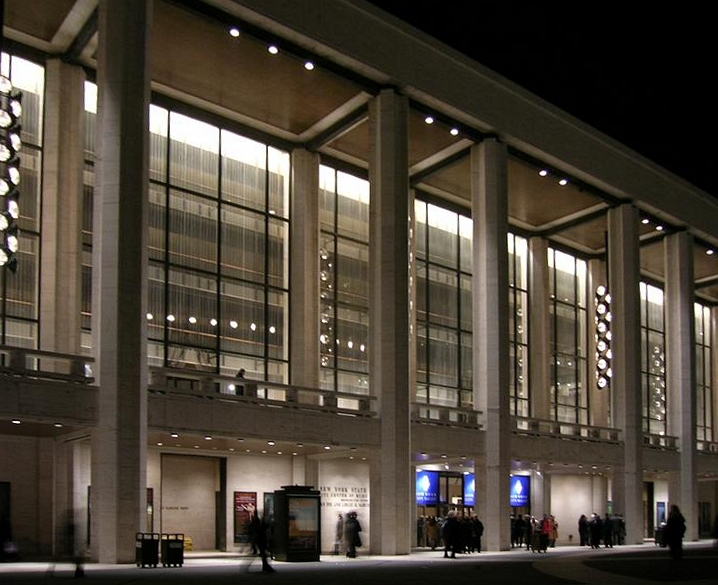
New York State Theater du Lincoln Center for the Performing Arts
New York City Opera

Toujours désireux de partager son expertise avec les artistes émergents, Serry réalise en 1965 une production Off-Broadway, La Grosse Valise de Gérard Calvi, au Théâtre de la 54e Rue, mettant en vedette Ronald Fraser et Victor Spinetti (1965), sur une musique de Gérard Calvi, des paroles de Harold Rome, et sous la direction musicale de Lehman Engel.
Plus tard dans la décennie, il apparaît à une reprise de South Pacific de Oscar Hammerstein II, par le chef d'orchestre Guy Lombardo au théâtre de Jones Beach State Park, sur Long Island (1968),. La production, mettant en vedette Jerome Hines et Kathleen Nolan, dans les rôles principaux, est réalisée par Oscar Hammerstein II, le fils de William Hammerstein.
En 1960, Serry apparaît comme interprète dans l'un des premiers enregistrements stéréo d'un orchestre d'accordéon sur un label majeur pour Coral Records avec des instrumentistes de renom tels que: Joe Biviano, Carmen Carrozza, Angelo Di Pippo et Eugene Ettore,,,. L'ensemble de seize accordéonistes a utilisé des accordéons de piano modifiés pour recréer les sons orchestraux de plusieurs instruments tout en interprétant des œuvres classiques de : Nikolai Rimsky-Korsakov, Carl Maria von Weber, Nicolo Paganini et Piotr Ilitch Tchaïkovski,,,. L'enregistrement a été cité dans Billboard Magazine pour son haut niveau de musicalité.
De retour à la salle de concert classique, Serry sert comme premier accordéoniste dans les spectacles mis en scène par le New Ballet sur la musique de Tchaïkovski (Suite no 2) au New York State Theater (1969),,. La production est réalisée dans le cadre de l' anniversaire de la 20e saison du New York City Ballet. Les spectacles présentent à la fois la chorégraphie de Jacques d'Amboise, dans la première adaptation de la Suite de Tchaïkovski et l'art des musiciens New York City Ballet ; l'orchestre étant sous la direction de Robert Irving. Les principaux danseurs du corps de ballet, comprenaient, Francisco Moncion, Gerard Ebitz et Nina Fedorova,,,,.
Sa composition très élaborée, Concerto pour accordéon à basse-libres est interprétée en 1966. Par cette œuvre, il dédie un ouvrage décisif pour accordéon, qui embrasse à la fois le genre musical de la musique classique et le jazz symphonique, dans le langage propre aux États-Unis.

### Années 1970 à 2002: l'organiste
Au début des années 1970, Serry, poursuit son travail d'accordéoniste, dans quelques nouvelles productions d’Un violon sur le Toit avec Zero Mostel au Westbury Music Fair, sur Long Island à New York. Au cours des années 1970, cependant, l'intérêt du public pour l'accordéon a commencé à diminuer. C'est avec cet état d'esprit que Serry s'est consacré de plus en plus à jouer en tant qu'organiste concertiste.

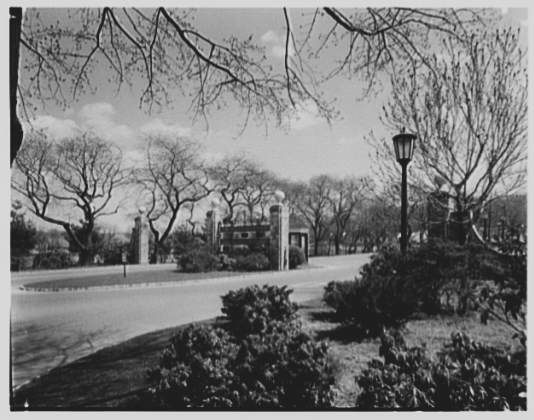
C.W. Post College, Brookville, Long Island. LOC gsc.5a29157

Au cours des trente-cinq années suivantes, il apparaît comme organiste indépendant de la Chapelle Inter-religieuse de Long Island University C W Post Campus, à Brookville (New York) (1968-2002). En plus de la musique liturgique et des cérémonies de mariage interreligieux, il compose une « Procession pour Orgue » (marche nuptiale), qui est présentée pendant la cérémonie d'inauguration de la chapelle. Travaillant en collaboration avec Peg Larson (directeur adjoint de la Chapelle), le Rabbin Nathaniel Schwartz (Aumônier Indépendant) et les ecclésiastiques de l'Église Catholique, Serry arrange et interprète des programmes musicaux pour des centaines de fêtes de mariage et leurs invités. Ses concerts mettent en vedette l'orgue Hammond la Chapelle Inter-religieuse, en utilisant un haut-parleur Leslie, ainsi qu'un orgue Allen baroque, au son plus intime,,,.
Conformément au idéaux œcuméniques et liturgiques pour les cérémonies interreligieuses, Serry réalise de la musique sacrée, reflétant une variété de traditions religieuses, notamment : le Catholicisme, le Protestantisme, le Judaïsme, et Orthodoxe d'Orient. Ses brefs concerts sont présentés avant chaque cérémonie de mariage interreligieux à l'orgue et au piano. L'accompagnement musical convie souvent les voix solistes ainsi que des chantres. Le programme met en avant le répertoire classique et contemporain, avec des œuvres de compositeurs tels que : Bach, Beethoven, Leonard Bernstein, John Denver, Mendelssohn, Jean-Joseph Mouret, Mozart, Purcell, Tchaïkovski, Satie, Vivaldi, Wagner, Charles Widor et Andrew Lloyd Webber. Par ces réalisations, il donne expression à l'idée que le langage de la musique est unique dans sa capacité à transcender toutes les limites afin d'unir l'humanité dans la paix.

### Décès

Long Island
Manhasset Bay Panorama 1

En 2003, à l'âge de 88 ans, Serry meurt à Long Island, après une brève maladie. L'un de ses fils, est John Serry junior, pianiste de jazz, compositeur, chef d'orchestre et arrangeur,. Son premier fils, Robert J. Serry (1945-1993), était professeur adjoint de conception architecturale à l'université du Texas à San Antonio et diplômé de l'Institut Pratt et de l'université Harvard - École Supérieure de Design,,.

## Style
Dans l'interprétation, Serry maintient des normes musicales élevées et un mépris pour ces techniques de jeu pouvant, en Amérique, entraver l'avancement de l'accordéon du domaine du divertissement populaire, à la scène de concert. C'était sa conviction que l'accordéon pourrait transcender son rôle limité dans le passé de l'Amérique, comme un instrument populaire par le biais de concert avec des ensembles orchestraux reconnus. Tout au long de sa carrière, il souhaitait démontrer à des chefs d'orchestres, ses amis musiciens et le public en général, la polyvalence et la potentialité de son instrument. En raison d'une variété de facteurs qui prévalait aux États-Unis à cette époque, c'était un formidable défi, : la rareté des compositions mettant l'accordéon au premier plan, à l'intérieur d'un ensemble de musique classique, la réticence des chefs d'orchestre américains et des musiciens sur la capacité de l'instrument à se distinguer dans un orchestre et l'utilisation prédominante de l'instrument pour l'exécution de musique ethnique, selon le public américain.
Ceci à l'esprit, Serry adopte une philosophie d'exécution qui met l'accent sur un équilibre délicat, entre le son de l'orchestre et l'accordéon de concert, et une robuste technique dans ses interprétations en solo. Comme les quelques membres de l'orchestre recevant une copie complète de la partition d'orchestre, Serry est souvent requis par ses chefs d'orchestre, pour « doubler » ou accompagner les différentes sections de l'orchestre, notamment : les violons, altos, violoncelles, hautbois, clarinette et flûte. Ceci, à la fois par prudence et nécessité pour utiliser la douceur des sonorités générées par les hanches des Cassotto (ou chambre de tonalité) ainsi que l'utilisation judicieuse des registres de l'accordéon pour compléter les différents timbres trouvés à travers tout l'orchestre. En outre, Serry évite l'utilisation prolongée du soufflet tremblant ou les grands glissandi, dans un effort avec succès pour intégrer son instrument, tout en offrant également harmonique et soutien tonal à l'ensemble de l'orchestre. Les critiques ont noté que Serry a créé une grande variété d'ambiances musicales avec grâce, tout en mettant l'accent sur un style de performance décontracté. En conséquence, ses interprétations avec l'accordéon au système de basses Stradella et l'accordéon Bassetti à basse-libres, gagne une large reconnaissance et le respect de son instrument parmi ses amis musiciens de New York, dès 1940 jusqu'à 1970.
La musicalité de Serry se reflète également dans ses compositions musicales publiées, qui représentent plusieurs genres musicaux américains, dont le jazz et la musique classique. Ses publications musicales comprennent une série complète de méthode d'instruction à l'accordéon, pour les élèves, ainsi que plusieurs transcriptions de musique classique et populaire pour quatuor d'accordéon. Ses compositions reflètent un intérêt pour les œuvres de George Gershwin, Maurice Ravel et les rythmes de percussion souvent associés aux compositions d'Amérique du Sud. À l'orgue, ses interprétations sont  réalisées dans le style d'orgue de cinéma popularisé en Amérique durant les années 1930 et 1940.

## Affiliations professionnelles
Serry, a été un membre actif de la BMI, la SESAC, les Musiciens Locaux de #802 (1933-2003) et de L'American Guild of Organists. Pendant une brève période, il a servi en tant que membre fondateur de l'Association américaine des accordéonistes (1938). Il a poursuivi des études musicales professionnelles avec : Joseph Rossi (accordéon, 1926-1929); Albert Rizzi (piano et d'harmonie, 1929-1932) ; Gène Von Hallberg, l'un des fondateurs de l'American Association des Accordéonistes (contrepoint et harmonie, entre 1933 et 1934) ; Jascha Zade (piano, 1945-1946) ; Arthur Guttow (orgue, 1946) et Robert Strassburg (piano, harmonie avancée et orchestration, 1948-1950).

## Œuvres

### Compositions et arrangements publiés
Sources,,
- Desert Rumba (pour accordéon, 1939 ; éditeur Antobal Music, 1951)[168]
- Glissando (pour accordéon ; éditeur Biviano Music, 1942) (OCLC 945114662) ,[169],[170]
- Tarantella (pour accordéon, 1942 ; éditeur Alpha Music, 1955) (OCLC 945114625)
- Valse (Piotr Ilitch Tchaïkovski, arr. pour accordéon; éditeur Viccas Music, 1946)[171]
- Fantaisie en fa (pour accordéon ; éditeur Viccas Music, 1946)[172] (OCLC 945114698) ,[173],[174]
- Consolation Waltz (pour accordéon ; éditeur O. Pagani & Bro., 1948)[175]
- Polka d'Oncle Charlie (pour accordéon ; éditeur O. Pagani Bro., 1948)[176]
- Polka du clairon (pour accordéon ; éditeur O. Pagani Bro., 1948)[177]
- Leone Jump (pour accordéon ; éditeur Pietro Deiro, 1956)[178],[179],[180]
- La Culebra (pour accordéon, 1950 ; arr. pour accordéon et flûte ; 1950, arr. pour flûte seule, 1991 ; éditeur Antobal Music, 1951)[181],[182]
- Boléro africain (pour accordéon, 1950 ; arr. pour accordéon et flûte, 1950 ; arr. flûte seule, 1991 ; éditeur Antobal Music, 1951)[183],[184]
- The Syncopated Accordionist (pour accordéon ; éditeur Charles Colin, 1952)(LCCN unk84158102),[185]
- Les dix premières leçons d'accordéon (pour accordéon ; éditeur Alpha sic, 1952)
- Méthode d'Accordéon, Livres I, II, III, IV (pour accordéon, éditeur de Alpha Music, 1953)
- Rhythm-Airs For Accordion (rédacteur en chef John Serry, l'éditeur Charles Colin & Bugs de Verdure, 1953)[186]
- La Cinquantaine (m. Gabriel Marie, arr. accordéon quatuor, éditeur Alpha Music, 1954),[187]
- Allegro (m. Joseph Hayden, arr. accordéon quatuor, éditeur Alpha Music, 1954)[188]
- Top Ten Accordéon Solos – Facile à jouer (éditeur: John Serrapica, éditeur Alpha Music, 1954)(LCCN unk84127828),[189]
- Junior Accordion Band Series (arr. accordéon quatuor, éditeur Alpha Music, 1955)
- Tango Verde (m. Romero, arr. accordéon quatuor, éditeur Alpha Music, 1955)
- Vacances a Rio (m. Terig Tucci, arr. accordéon quatuor, éditeur Alpha Music, 1955)
- En Tu Reja (m. Romero, arr. accordéon quatuor, éditeur Alpha Music, 1955)
- Le Tango de l'Amour (pour accordéon quatuor, éditeur Alpha Music, 1955)[190],[191]
- Manolas (m. Escobar, arr. accordéon quatuor, éditeur Alpha Music, 1955)
- Petite Tango (pour accordéon quatuor, éditeur Alpha Music, 1955)[192]
- Jardin à Monaco (pour accordéon, éditeur Alpha Music, 1956)[193],[194]
- Rockin' The Anvil (pour accordéon, éditeur Alpha Music, 1956)[195],[196]
- Selected Accordion Solos (arr. de l'accordéon, éditeur Alpha Music, 1956)
- Spooky Polka (pour accordéon, éditeur Alpha Music, 1957)[197]
- Les anches Dans Un Rush (pour accordéon, éditeur Alpha Music, 1957)[198]
- American Rhapsody (pour accordéon, éditeur Alpha Music, 1957)[199]
- Accordion Jazz Patterns Simplified (pour accordéon, éditeur Charles Colin, 1958)[200]
- I Get a Kick Out of You (m. Cole Porter, arr. violons, trois accordéons, vibraphone, guitare, basse, batterie et piano 195?)[201]
- Mimi (m. Richard Rodgers, arr. violons, trois accordéons, vibraphone, guitare, basse, batterie et piano 195?) [202]
- The One I Love (m. Isham Jones, arr. violons, trois accordéons, vibraphone, guitare, basse, batterie et piano 195?)[203]
- Swingin' Down the Lane (m. Isham Jones, arr. violons, trois accordéons, vibraphone, guitare, basse, batterie et piano 195?)[204]
- Tico-Tico no Fubá (m. Zequinha de Abreu, arr. trois accordéons, guitare, basse et piano, 195?)[205]

### Inédits
- Invitation to Jive, pour trois accordéons, guitare et basse (1946)[206]
- The Lost Tango, pour accordéon et voix (1956)[207]
- Cocktails in Spain, pour marimba, percussions, guitare basse et orgue (1957)[208]
- Procession pour orgue (1968)[209]
- Falling Leaves (pour piano, 1976)[210],[211]
- Elegy (pour orgue, 1984 ; rév. 1991)[212]
- Three Songs of Love (Pour voix et piano, 1986)[213]
- A Savior Is Born (pour orgue et voix, 1991)[214],[215]
- Dreams Trilogy (pour piano, 1991)[216]
- La Prière du Seigneur (pour orgue et chœur, 1992)[217],[218]
- Lamb of God (Hyme pour flûte et basse de chœur, 1994)[219]
- Cinq morceaux pour enfants (pour piano, 1996)[220]

### Compositions élaborées
Compositions pour jazz symphonique et dans le genre musique classique de Serry comprennent:
- American Rhapsody (pour accordéon à touches piano, 1955 ; éd. Alpha Music 1957 ; transcription pour piano, 2002)[221],[222],[223]

- Concerto pour accordéon (un concerto pour accordéon à basses chromatiques), 1966 ; transcription pour piano, 1995-2002, inédit, autrement appelé Concerto en do majeur pour accordéon bassetti)[224],[225],[226],[227]

## Écrits
- (en) John Serry, « The Danzon, The Bolero, The Rumba - The Substitute American Rhythm Emphasis Laid on Going Native », Accordion News,‎ 1935[228]
- (en) John Serry, « Training: Reading From Piano Scores. Stumbling Cues. Avoid Time Wasters », Accordion News,‎ 1935[228]
- (en) John Serry, « Chorus », Accordion News,‎ 1936[229]
- (en) John Serry, « Accordions & Orchestras: Past Present & Future », Accordion World,‎ novembre 1937.
- (en) John Serry, « Those Neglected Basses », Accordion World,‎ mars 1939.
- (en) « What's Wrong With The Accordion », Accordion World,‎ 1947[230].
- (en) John Serry, « Jazz And The Student Accordionist », Accordion World,‎ 1961[231].
- (en) John Serrapica, The Syncopated Accordionist : Studies in Syncopation, Charles Colin, 1952, 24 p. (OCLC 19894315, LCCN unk84158102).

## Archives
- John J. Serry Sr Collection: Des exemples choisis de compositions originales, arrangements, enregistrements microsillon, bandes enregistrées et documents connexes de Serry, ont été donnés à des fins d'archivage à la Sibley Music Library de l'École de musique Eastman, au sein du département des collections spéciales Ruth T. Watanabe, au bénéfice à la fois, des chercheurs et des étudiants. L'archive comprend les albums Squeeze Play et RCA Thesaurus[232],[233],[4]

- Chicago Musette - John Serry et son accordéon - soliste John Serry (1958) - une copie de l'enregistrement est archivée à la Bibliothèque nationale de France à Paris (BNF 38048510)[234],[112],[235].
- Le catalogue Discographie des enregistrements historiques américains (en) de l'Université de Californie à Santa Barbara comprend plusieurs des enregistrements maîtres des performances de Serry avec le Shep Fields Rippling Rhythm Jazz Orchestra à New York (1937-1938) qui sont accessibles en ligne via diffusion audio[236].
- The Syncopated Accordionist - auteur John Serrapica (1952) - une copie de l'ouvrage est à la Bibliothèque du Congrès, Washington DC, États-Unis (LCCN unk84158102).
- Top Ten Accordion Solos - Easy to Play - éditeur John Serrapica (1954) - une copie de la partition musicale est à la Bibliothèque du Congrès, Washington (LCCN unk84127828).
- Valse - musique de Tchaïkovski arrangée par Serry (1946) - une copie de la partition musicale est à la British Library, Londres[237] (OCLC 990333477).
- La Culebra Compositeur et arrangeur John Serry  (1950 & 1991) - Une copie du score musical se trouve à The Juilliard School - Lila Acheson Wallace Library, New York, USA[238].
- African Bolero Compositeur et arrangeur John Serry (1950 & 1991) Une copie du score musical se trouve à The Juilliard School - Lilia Acheson Wallace Library, New York, USA[239].
- Latin American Music - Serry est un membre de Viva America Orchestre - Chef d'orchestre Alfredo Antonini (1946) - une copie de deux enregistrements sonores de 78 tr/min est archivée au Bibliothèque du Congrès, Washington, D.C., États-Unis[240]
- It's A Grand Night For Singing Excerpts From Radio Rrogram ("Program of the Three Americas" 1945) -Columbia Broadcasting System - La Cadena de Las Americas - Serry est un membre de Viva America Orchestre -  Alfredo Antonini Chef d'orchestre(1945)[241] - une copie de l'enregistrement (33 1/3 tr/min) est archivée à  La Bibliothèque Publique de New York, États-Unis[242]
 Pièces musicales comprennent des œuvres de Irving Berlin, Jerome Kern and Richard Rodgers
- Victoria Cordova - Serry en tant que membre de l'orchestre Alfredo Antonini - Chef d'orchestre Alfredo Antonini - enregistré pour Muzak (194?) - des copies des enregistrements sonores sont archivées à la Bibliothèque du Congrès, Washington DC, États-Unis[243],[244],[245],[246]
Liste des sélections musicales: Verde Luna -Vincente Gomez, Tres Palabras - Osvaldo Farrés, What a Difference a Day Made - Maria Grever, You Belong to My Heart - Agustín Lara, I Love you So Much More, Say It Isn't So - Irving Berlin, How Deep Is the Ocean? - Irving Berlin, I Don't Want to Love You (Like I Do), Me Ensenastes a Quere (Just to Know that You Care), Temor (There's Still a Little Time), Siboney - Ernesto Lecuona, Acurrucadita, Amor - Gabriel Ruiz, Sone, Tu Nombre, Lucero Mananero, Cancion del Alma, Muy Tarde, Noche de Luna - Chanson folklorique ukrainienne, Amar y Vivir -  Consuelo Velazquez Torres, Crueldad, A Perfect Day - Carrie Jacobs-Bond, Edelma - Pasillo - Terig Tucci
- Tres Palabras et Esta Noche Ha Pasado - Serry en tant que membre de CBS Pan American Orchestre - Chef d'orchestra Alfredo Antonini - Chanteur Luis G. Roldan (194?) L'album est archivé en ligne sur ucla.edu[247],[248].
Liste des sélections musicales: Tres Palabras - Osvaldo Farrés, Esta Noche Ha Pasado - M. Sabre Marroquin
- Granada - Serry en tant que membre de  Alfredo Antonini Orchestre avec  ténor Nestor Mesta Chayres (1946). L'album est archivé en ligne sur archive.org[249]
- Leone Jump et Swing Low, Sweet Chariot et The Jazz Me Blues et Nursery Rhymes - Serry en tant que membre de Joe Biviano Accordion and Rhythm Sextete (194?) L'album est archivé en ligne sur archive.org[250]
Liste des sélections musicales: Leone Jump - John Serry Sr., Swing Low, Sweet Chariot - Wallace Willis, The Jazz Me Blues - Tom Delaney, Nursery Rhymes - comptines
- Asi et  Somos Diferentes - Serry en tant que membre de CBS Pan American Orchestra - Chef d'orchestre Alfredo Antonini - Chanteur Luis G. Roldan (194?) L'album est archivé en ligne sur frontera.library.ucla.edu[251],[252].
Liste des sélections musicales: Asi - María Grever, Somos Diferentes - Pablo Beltran Ruiz
- La Palma et Rosa Negra - Serry en tant que membre de CBS Viva America Orchestre - Chef d'orchestre Alfredo Antonini - Chanteurs Los Panchos Trio (194?) L'album est archivé en ligne sur archive.org[253]
Liste des sélections musicales: La Palma (Chilian cueca dance), Rosa Negra (Conga)
- El Bigote de Tomas et De Donde (194?, Columbia Records 36666) - en tant membre du CBS Tipica Orchestra, Chef d'orchestre Alfredo Antonini avec ténor Juan Arvizu[254]
 Liste des pièces musicales: El Bigote de Tomas - Valie, De Donde - María Grever
- Mi Sarape et Que Paso? (194?, Columbia Records 36665) - en tant membre du CBS Tipica Orchestra, Chef d'orchestre Alfredo Antonini avec ténor Juan Arvizu[255]
Liste des pièces musicales: Mi Sarape - María Grever, Que Paso? - Cortazar
- Viva Sevilla! et Noche de Amor (194?, Columbia Records 36664) - en tant membre de CBS Tipica Orchestra, Chef d'orchestre Alfredo Antonini avec ténor Juan Arvizu[256]
 Liste des pièces musicales: Viva Sevilla! - Lavidad/Delmoral, Noche de Amor - Tchaikovsky arr. Arvizu/Antonini

## Discographie
- Squeeze Play (1956, Dot Records DLP-3024) (OCLC 12935411)[108],[257],

Arrangeur/soliste: John Serry, arrangement musical pour: Deux accordéons, piano, guitare, basse, batterie, vibes, marimba (OCLC 12935411).
- Liste des pièces musicales : Garden in Monaco - arrangeur -Serry, Terry's Theme - Charlie Chaplin, When My Dreamboat Comes Home - Cliff Friend/Dave Franklin, Blue Bell - S. Stanley, Rockin' The Anvil Thème mélodique par Giuseppe Verdi (Il trovatore - Anvil Chorus), Secret Love - Paul Francis Webster/Sammy Fain, Granada - Agustín Lara, Side by Side - Harry M. Woods, My Heart Cries for You - Percy Faith/Carl Sigman, Hawaiian Night - Hans Carste/Francis Vincente, Button Up Your Overcoat- DeSylva/Brown/Ray Henderson, Rock N Roll Polka - Mort Lindsey/Skinner.
- RCA Thesaurus (1954, RCA Records)[257],[259],[115] une trentaine d'œuvres. John Serry, arrangeur et soliste, avec Le Bel-Cordions ensemble - quatre accordéons, basse et guitare et Ben Selvin, directeur de la musique.
Liste des pièces musicales : Allegro - Joseph Haydn, Golden Wedding (La Cinquantaine) - Gabriel Marie, Tango of Love- John Serry, Shine On, Harvest Moon - Jack Norworth/Nora Bayes, My Melancholy Baby- Ernie Burnett/George A. Norton, Singin' in the Rain - Arthur Freed/Nacio Herb Brown, Nobody's Sweetheart - Elmer Schobel/Gus Kahn, Chicago - Fred Fisher, If You Knew Sussie - Buddy DeSylva/Joseph Meyer, Somebody Stole My Gal - Leo Wood, Ta-ra-ra Boom-de-ay- Paul Stanley, Old McDonald - Chanson pour enfants, Beer Barrel Polka - Jaromir Vejvoda/Eduard Ingris, I Love Louisa - Arthur Schwartz/Howard Dietz, Oh You Beautiful Doll - Seymor Brown/Nat Ayer, Chinatown, My Chinatown - William Jerome/Jean Schwartz.
- Ballroom in Dreamland (Dot Records #5006) un album de compilation sorti au Japon avec des performances de musique jazz, latine et classique par le John Serry Orchestra et le Billy Vaughn Orchestra[260].
- Pietro Deiro Presents the Accordion Orchestra (1960, Coral Records #CRL-57323) - en tant que membre de l'orchestre: 16 accordéons dans l'orchestre interprétant différentes voix orchestrales [261],[262],[263],[264]
Liste des sélections musicales: Danse des Bouffons - Nikolai Rimsky-Korsakov, Beguine di Roma - Joe Biviano, Invitation to the Dance - Carl Maria Von Weber, La Cumparsita - arreglista musical Joseph Biviano, La Chasse - Niccolo Paganini, Danse Chinoise - Pyotr Ilyich Tchaikovsky, Three Blind Mice - arreglista musical Joseph Biviano, Danse de Marlitens - Pyotr Ilyich Tchaikovsky, Walse de Fleur - Pyotr Ilyich Tchaikovsky, The Flight of the Bumble Bee - Nikolai Rimsky-Korsakov, The Rooster - Joe Biviano, Careless one cha-cha-cha - Joe Biviano

- Accordion Capers (1947, Sonora Records MS 476) - en tant que membre du Biviano Accordion & Rhythm Sextette: Trois accordéons, deux guitares et basse[85],[265] (OCLC 48679834),[266]
Liste des pièces musicales : Little Brown Jug - Joseph Eastburn Winner, Golden Wedding (La Cinquantaine) - Gabriel Marie, Leone Jump - John Serry, Swing Low, Sweet Chariot - Wallace Willis, That's a Plenty - Lew Pollack, Scotch Medley - musique folklorique, The Jazz Me Blues - Tom Delaney.
- Latin American Music (1946, Alpha Records #12205A, #12205B, #12206A, #12206B) - en tant que membre de Viva America Orchestre - Chef d'orchestre Alfredo Antonini[267],[268]
Liste des pièces musicales: Caminito de tu Casa - Julio Alberto Hernandez, Chapinita - Miguel Sandoval, Adios Mariquita Linda - Marcos A. Jimenez, Mi Nuevo Amor, La Zandunga - Andres Gutierrez/Maximo Ramo Ortiz, La Mulata Tomasa - Lazaro Quintero, Tres Palabras - Osvaldo Farrés, Noche De Ronda - Agustín Lara
- Granada - Decca Records (1946, Decca Records 23770A) - en tant que membre du  Alfredo Antonini Orchestre avec le ténor lyrique Néstor Cháyres[269]
- By the Cradle (1946, Victor Records 26-5035) - en tant que membre du Mischa Borr Orchestre avec basse d'opéra Sidor Belarsky [270]
- Katusha (1946, Victor Records 26-5035) - en tant que membre du Mischa Borr Orchestre avec basse d'opéra Sidor Belarsky[271]
- Hobo Song  (1946, Victor Records 26-5036 ) - en tant que membre du Mischa Borr Orchestre avec basse d'opéra Sidor Belarsky[272]
- Dark Night ( 1946, Victor Records 26-5037) - en tant que membre du Mischa Borr Orchestre avec basse d'opéra Sidor Belarsky[273]
- Leone Jump (1945, Sonora Records 3001 B) - en tant que membre du Biviano Accordion & Rhythm Sextette[84],[266],[274]
- Clarinet Polka (1941, Bluebird B-11294-A) - John Serry (alias John Serrapica) en tant que membre du Charles Magnante Accordion Band[275].
- Swing Me a Polka (1941, Victor BS-067555) - John Serry (alias John Serrapica) en tant que membre du Charles Magnante Accordion Band[276]
- Le Secret (1941, Victor BS-067556) -John Serry (alias John Serrapica) en tant que membre du Charles Magnante Accordion Band

- Halli-Hallo-Halli (1941, Victor BS-067556) -  John Serry (alias John Serrapica) en tant que membre du Charles Magnante Accordion Band[276]

- Tres Palabras et Esta Noche Ha Pasado (194?, Columbia Records 6201-X) - en tant que membre du CBS Pan American Orchestre - Chef d'orchestre Alfredo Antionini avec Chanteur Luis G. Roldan[277],[278]
Liste des pièces musicales: Tres Palabras - Osvaldo Farrés, Esta Noche Ha Pasado - M. Sabre Marroquin
- Asi et Somos Diferentes (194?, Columbia Records 6202-X) - en tant que membre du CBS Pan American Orchestra - Chef d'orchestra Alfredo Antonini avec Chanteur Luis G. Roldan[279],[280]
Liste des pièces musicales: Asi - María Grever, Somos Diferentes - Pablo Beltran Ruiz
- La Palma et Rosa Negra (194?, Pilotone Records  5067, 5069) - en tant membre du CBS Viva America Orchestre, Chef d'orchestre Alfredo Antonini, Chanteurs Los Panchos Trio[281]
Liste des pièces musicales: La Palma (Chilian cueca dance), Rosa Negra (Conga)
- El Bigote de Tomas et De Donde (194?, Columbia Records 36666) - en tant membre du CBS Tipica Orchestra, Chef d'orchestre Alfredo Antonini avec ténor Juan Arvizu[254]
 Liste des pièces musicales: El Bigote de Tomas - Valie, De Donde - María Grever
- Mi Sarape et Que Paso? (194?, Columbia Records 36665) - en tant membre du CBS Tipica Orchestra, Chef d'orchestre Alfredo Antonini avec ténor Juan Arvizu[255]
Liste des pièces musicales: Mi Sarape - María Grever, Que Paso? - Cortazar
- Viva Sevilla! et Noche de Amor  (194?, Columbia Records 36664) - en tant membre de CBS Tipica Orchestra, Chef d'orchestre Alfredo Antonini avec ténor Juan Arvizu[256]
 Liste des pièces musicales: Viva Sevilla! - Lavidad/Delmoral, Noche de Amor - Tchaikovsky arr. Arvizu/Antonini
- Shep Fields and His Rippling Rhythm Orchestra -  (1938, Bluebird Records) - en tant que membre de l'orchestre[282]
Liste des pièces musicales: A Stranger in Paree (#B-7566), I Wanna Go Back to Bali (B#7566) - Harry Warren/Al Dubin, Cathedral In The Pines (#B-7553) - Charles Kenny/Nick Kenney, Somewhere With Somebody Else (#B-7555), That Feeling Is Gone (#B-7555), Good Evenin', Good Lookin (#B-7553), My Walking Stick (#B-7592), Havin' Myself A Time (#B-7581) - Ralph Rainger/Leo Robin, Fare Thee Well, Annie Laurie (#B-7581), This Time It's Real (#B-7579), If It Rains - Who Cares? (#B-7579), Now It Can Be Told (#B-7592) - Irving Berlin, I've Got A Pocketful of Dreams (#B-7581), In Any Language (#B-7604), Where In The World (#B-7604), Any Little Girl, That's a Nice Little Girl, Is the Right Little Girl for Me (#B-7606) - Thomas J. Gray/Fred Fisher,In The Merry Month Of May (#B-7606), Don't Let That Moon Get Away (#B-7697) - Johnny Burke/James V. Monaco
- Shep Fields and His Rippling Rhythm Orchestra - (1937, Bluebird Records) - en tant que membre de l'orchestre[283]
Liste des pièces musicales: With a Smile and a Song (#B-7343) - Frank Churchill/Larry Morey, Whistle While You Work (#B-7343) - Frank Churchill/Larry Morey, It's Wonderful (#B-7333), I'm The One Who Loves You (#B-7333), There's A New Moon Over The Old Mill (#B-7355) - Allie Wrubel/Herb Magidson, Goodnight, Angel (#B-7355) Allie Wrubel/Herb Magidson, Bob White (Whatcha Gonna Swing Tonight?) (#B-7345) - Bernard Hanighen/Johnny Mercer
- Chicago Musette-John Serry et son accordéon(1958, Versailles 90 M 178) sorti en France[111],[112],[113].
Liste des pièces musicales : Rock and Roll Polka - Mort Lindsy/Skinner, My Heart Cries For You - Percy Faith/Carl Sigman, Secret Love - Paul Francis Webster/Sammy Fain, Granada - Agustín Lara.

## Filmographie
- The Big Broadcast of 1938 (1938) – en tant que John Serry, se produit avec le Shep Fields Orchestra (OCLC 934654999)

## Inventions
En plus de ses réalisations en tant que musicien professionnel, Serry a également été reconnu en 1966 par l'Office des brevets des États-Unis pour sa conception d'un bouclier protecteur pour tubes dentaires pliables présentant un design esthétique (US Patent # US3269604, 1966)